# BKS Stal Bielsko-Biała (piłka siatkowa)
BKS BOSTIK ZGO Bielsko-Biała – polski kobiecy klub siatkarski z siedzibą w Bielsku-Białej, założony w 1951 roku jako jedna z sekcji klubu BKS Stal Bielsko-Biała. Wielokrotny mistrz Polski i zdobywca Pucharu Polski.
Od 21 listopada 2011 roku klub działa jako spółka akcyjna.

## Historia
Sekcja piłki siatkowej kobiet została powołana w 1951 roku przy Radzie Okręgowej Zrzeszenia Sportowego Stal, do której należał w tym czasie Bialski Klub Sportowy. Zakładem opiekuńczym dla nowo powołanej sekcji była Bielska Fabryka Maszyn Włókienniczych "Befama", która zapewniała zespołowi niezbędne warunki do prawidłowego funkcjonowania. Pierwszą drużynę Stali Bielsko-Biała utworzono na bazie dawnej drużyny Lenko Bielsko oraz Indukty. W 1952 roku zespół wystartował w rozgrywkach klasy B, a jego skład stanowiły: Wanda Janikowska, Aleksandra Kasperlik, Bronisława Ziętek, Zofia Świerczek, Krystyna Pinczer, Helena Wony i Maria Zielińska. Funkcję trenera sprawował Zbigniew Janiszewski.
Jesienią 1954 roku do drużyny dołączyła Mirosława Zakrzewska-Kotula, która dwa lata wcześniej podczas mistrzostw świata rozgrywanych w Moskwie została uznana za najwszechstronniejszą siatkarkę turnieju. W 1955 roku drużyna wygrała turniej o puchar Wojewódzkiego Komitetu Kultury Fizycznej (WKKF), a także rozgrywki o Puchar Głównego Komitetu Kultury Fizycznej (GKKF), które były kontynuacją Pucharu Polski. Stal Bielsko-Biała najlepsza okazała się również w zawodach w piłce siatkowej kobiet o Puchar Centralnej Rady Związków Zawodowych (CRZZ). Zwieńczeniem udanego roku był awans do najwyższej klasy rozgrywkowej (tzw. Klasa Wydzielona). Sukces ten wywalczyły: Mirosława Zakrzewska-Kotula, Wanda Janikowska, Bronisława Ziętek, Władysława Łukańko, Krystyna Pinczer, Maria Zielińska, Zofia Świerczek, Józefa Wandzel, Aleksandra Kasperlik, Helena Wolny oraz Małgorzata Płonka. Trenerem zespołu był Zbigniew Tomaszewski.
Pierwszy mecz w ekstraklasie Stal Bielsko-Biała rozegrała 10 grudnia 1955 roku pokonując podczas turnieju w Krakowie Start Łódź (3:0). Sezony 1955/1956 oraz 1956/1957 drużyna zakończyła na dziewiątym miejscu w tabeli. W sezonie 1957/1958 bialanki wygrały dwa mecze i poniosły 20 porażek, co było równoznaczne ze spadkiem do drugiej ligi. Rok później nastąpił spadek do ligi okręgowej.
Od 1961 roku zespół należał do grona czołowych drużyn ligi okręgowej. W sezonach 1971/1972 i 1972/1973 drużyna zajmowała drugie miejsce w turniejach kwalifikacyjnych o wejście do II ligi. Awans na zaplecze ekstraklasy siatkarki z Bielska-Białej wywalczyły w sezonie 1973/1974.
W styczniu 1975 roku stanowisko pierwszego trenera powierzono Jerzemu Matlakowi. Przed sezonem 1975/1976 sprowadzono do Bielska-Białej m.in. Elżbietę Ostojską z Polonii Świdnica, która wraz z reprezentacją Polski wywalczyła brązowy medal mistrzostw Europy (1971). Od początku rozgrywek siatkarki Stali Bielsko-Biała prezentowały bardzo wysoką formę, wygrywając rywalizację w grupie południowej II ligi. Równie dobrze spisały się w barażach o awans do I ligi, który wywalczyły 11 kwietnia 1976 roku. W składzie znajdowały się wówczas: Elżbieta Ostojska, Kazimiera Świtaj, Grażyna Kutkowska, Małgorzata Zawierucha, Anna Kurowska, Bożena Kuryła, Kazimiera Sikora, Bożena Olejniczak, Anna Piesch, Irena Heczko, Renata Bizoń, Alicja Dejworek oraz Halina Moiczek.
Pierwszy sezon po awansie do I ligi (1976/1977) BKS zakończył na siódmym miejscu. Rok później (1977/1978) poprawił swoje osiągnięcie o dwie pozycje. Pierwszy znaczący sukces siatkarki Stali Bielsko-Biała odniosły w sezonie 1978/1979, kiedy to wywalczyły Puchar Polski oraz uplasowały się na czwartym miejscu w ligowych rozgrywkach.
Najlepsze okres w historii bialskiej siatkówki przypadł na lata 1987-1997. Wówczas siatkarki BKS-u zdobyły jedenaście medali mistrzostw Polski: 5 złotych (1988, 1989, 1990, 1991, 1996), 4 srebrne (1987, 1992, 1994, 1995) oraz 2 brązowe (1993, 1997). Ponadto do swojej kolekcji dołączyły trzy Puchary Polski wywalczone w latach 1988, 1989, 1990.
Po nieudanym sezonie 1998/1999 (9. miejsce w I lidze) zarząd klubu przeprowadził rewolucję kadrową. Ze składu odeszło dziesięć siatkarek, a w ich miejsce zakontraktowano uczennice SMS-u Sosnowiec: Katarzynę Biel, Wioletę Leszczyńską, Aleksandrę Przybysz, Joannę Staniuchę i Wiolettę Szkudlarek. Ponadto do drużyny dołączyły wychowanki: Małgorzata Lis, Iwona Niedźwiecka, Magdalena Wojtaś, a także trzy siatkarki z innych klubów: Dorota Górniak (Gamrat Jasło), Marta Kaźmierczak (Start Łódź), Marta Derecka (MOSiR Pszczyna). Z poprzedniego składu pozostały jedynie Karolina Ciaszkiewicz oraz Iwona Zubel. Przeprowadzone transfery okazały się skuteczne, bowiem młode siatkarki BKS-u (średnia wieku 19,1 lat) zajęły trzecie miejsce w lidze i wywalczyły brązowy medal mistrzostw Polski w sezonie 1999/2000.

W sezonach 2000/2001 oraz 2001/2002 drużyna zakończyła zmagania na czwartym miejscu w lidze. Przed sezonem 2002/2003 doszło do zmiany na stanowisku pierwszego trenera BKS-u. Leszka Milewskiego zastąpił ówczesny szkoleniowiec reprezentacji Polski Zbigniew Krzyżanowski. Dokonano także znaczących wzmocnień na poszczególnych pozycjach. Po czterech latach przerwy do klubu powróciła doświadczona rozgrywająca Magdalena Śliwa. Do składu dołączyła także Lubow Jagodina, Marlena Mieszała, Wioleta Leszczyńska oraz Katarzyna Biel (powrót po wyleczeniu kontuzji). Po rozegraniu rundy zasadniczej BKS uplasował się na drugiej pozycji w ligowej tabeli, jednak w finałowej rundzie fazy play off pokonał Danter Poznań (stan rywalizacji 3:1), zdobywając złoty medal mistrzostw Polski.

### Chronologia nazw
- 1951: BKS Stal Bielsko-Biała
- 2006: BKS Aluprof Bielsko-Biała
- 2016: BKS PROFI CREDIT Bielsko-Biała
- 2019: BKS Stal Bielsko-Biała
- 2020: BKS BOSTIK Bielsko-Biała
- 2023: BKS BOSTIK ZGO Bielsko-Biała[4]

### Ważne daty
- 1951 – powstanie sekcji siatkówki
- 1955-1958 – 3 sezony w I lidze
- 1955 – puchar CRZZ i puchar GKKF
- 1974 – awans do II ligi
- 1976 – awans do I ligi

### Bilans sezon po sezonie
| Sezon                             | Miejsce | Uwagi                      |
| --------------------------------- | ------- | -------------------------- |
| 1954/1955 - II liga               |         | Awans do Klasy wydzielonej |
| 1955/1956 - Klasa wydzielona      | 9.      |                            |
| 1956/1957 - Klasa wydzielona      | 9.      |                            |
| 1957/1958 - I liga                | 11.     | Spadek do II ligi          |
| 1958/1959 - II liga               |         |                            |
| 1959/1960 - liga okręgowa         | 1.      | Awans do II ligi           |
| 1960/1961 - II liga               |         |                            |
| 1961/1962 - liga okręgowa         |         |                            |
| 1962/1963 - liga okręgowa         |         |                            |
| 1963/1964 - liga okręgowa         |         |                            |
| 1964/1965 - liga okręgowa         |         |                            |
| 1965/1966 - liga okręgowa         |         |                            |
| 1966/1967 - liga okręgowa         |         |                            |
| 1967/1968 - liga okręgowa         |         |                            |
| 1968/1969 - liga okręgowa         |         |                            |
| 1969/1970 - liga okręgowa         | 2.      |                            |
| 1970/1971 - liga okręgowa         | 3.      |                            |
| 1971/1972 - liga okręgowa         | 1.      |                            |
| 1972/1973 - liga okręgowa         | 1.      |                            |
| 1973/1974 - liga okręgowa         | 1.      | Awans do II ligi           |
| 1974/1975 - II liga               | 2.      |                            |
| 1975/1976 - II liga               | 1.      | Awans do I ligi            |
| 1976/1977 - I liga                | 7.      |                            |
| 1977/1978 - I liga                | 5.      |                            |
| 1978/1979 - I liga                | 4.      |                            |
| 1979/1980 - I liga                | 5.      |                            |
| 1980/1981 - I liga                | 6.      |                            |
| 1981/1982 - I liga                | 5.      |                            |
| 1982/1983 - I liga                | 6.      |                            |
| 1983/1984 - I liga                | 8.      |                            |
| 1984/1985 - I liga                | 4.      |                            |
| 1985/1986 - I liga                | 5.      |                            |
| 1986/1987 - I liga                | 2.      |                            |
| 1987/1988 - I liga                | 1.      |                            |
| 1988/1989 - I liga                | 1.      |                            |
| 1989/1990 - I liga                | 1.      |                            |
| 1990/1991 - I liga seria A        | 1.      |                            |
| 1991/1992 - I liga seria A        | 2.      |                            |
| 1992/1993 - I liga seria A        | 3.      |                            |
| 1993/1994 - I liga seria A        | 2.      |                            |
| 1994/1995 - I liga seria A        | 2.      |                            |
| 1995/1996 - I liga seria A        | 1.      |                            |
| 1996/1997 - I liga seria A        | 3.      |                            |
| 1997/1998 - I liga seria A        | 4.      |                            |
| 1998/1999 - I liga seria A        | 9.      |                            |
| 1999/2000 - I liga seria A        | 3.      |                            |
| 2000/2001 - I liga seria A        | 4.      |                            |
| 2001/2002 - I liga seria A        | 4.      |                            |
| 2002/2003 - I liga seria A        | 1.      |                            |
| 2003/2004 - I liga seria A        | 1.      |                            |
| 2004/2005 - I liga seria A        | 4.      |                            |
| 2005/2006 - Liga Siatkówki Kobiet | 5.      |                            |
| 2006/2007 - Liga Siatkówki Kobiet | 3.      |                            |
| 2007/2008 - Liga Siatkówki Kobiet | 4.      |                            |
| 2008/2009 - PlusLiga Kobiet       | 2.      |                            |
| 2009/2010 - PlusLiga Kobiet       | 1.      |                            |
| 2010/2011 - PlusLiga Kobiet       | 3.      |                            |
| 2011/2012 - PlusLiga Kobiet       | 4.      |                            |
| 2012/2013 - Orlen Liga            | 4.      |                            |
| 2013/2014 - Orlen Liga            | 5.      |                            |
| 2014/2015 - Orlen Liga            | 8.      |                            |
| 2015/2016 - Orlen Liga            | 7.      |                            |
| 2016/2017 - Orlen Liga            | 7.      |                            |
| 2017/2018 - Liga Siatkówki Kobiet | 7.      |                            |
| 2018/2019 - Liga Siatkówki Kobiet | 5.      |                            |
| 2019/2020 - Liga Siatkówki Kobiet | 7.      |                            |
| 2020/2021 - Tauron Liga           | 6.      |                            |
| 2021/2022 - Tauron Liga           | 8.      |                            |
| 2022/2023 - Tauron Liga           | 4.      |                            |
| 2023/2024 - Tauron Liga           | 3.      |                            |

Poziom rozgrywek:
     najwyższy ogólnokrajowy
     drugi
     trzeci

## Trenerzy

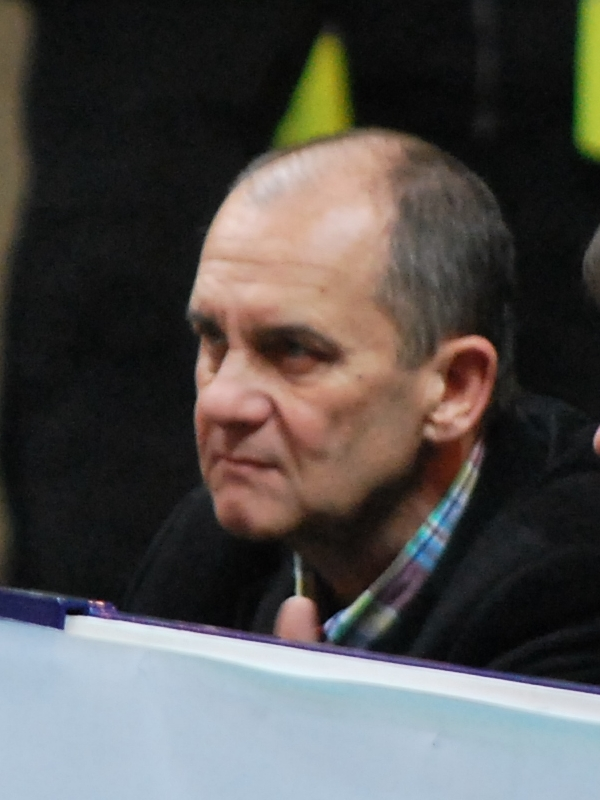
Jerzy Matlak awansował z BKS-em do ekstraklasy w sezonie 1975/1976.

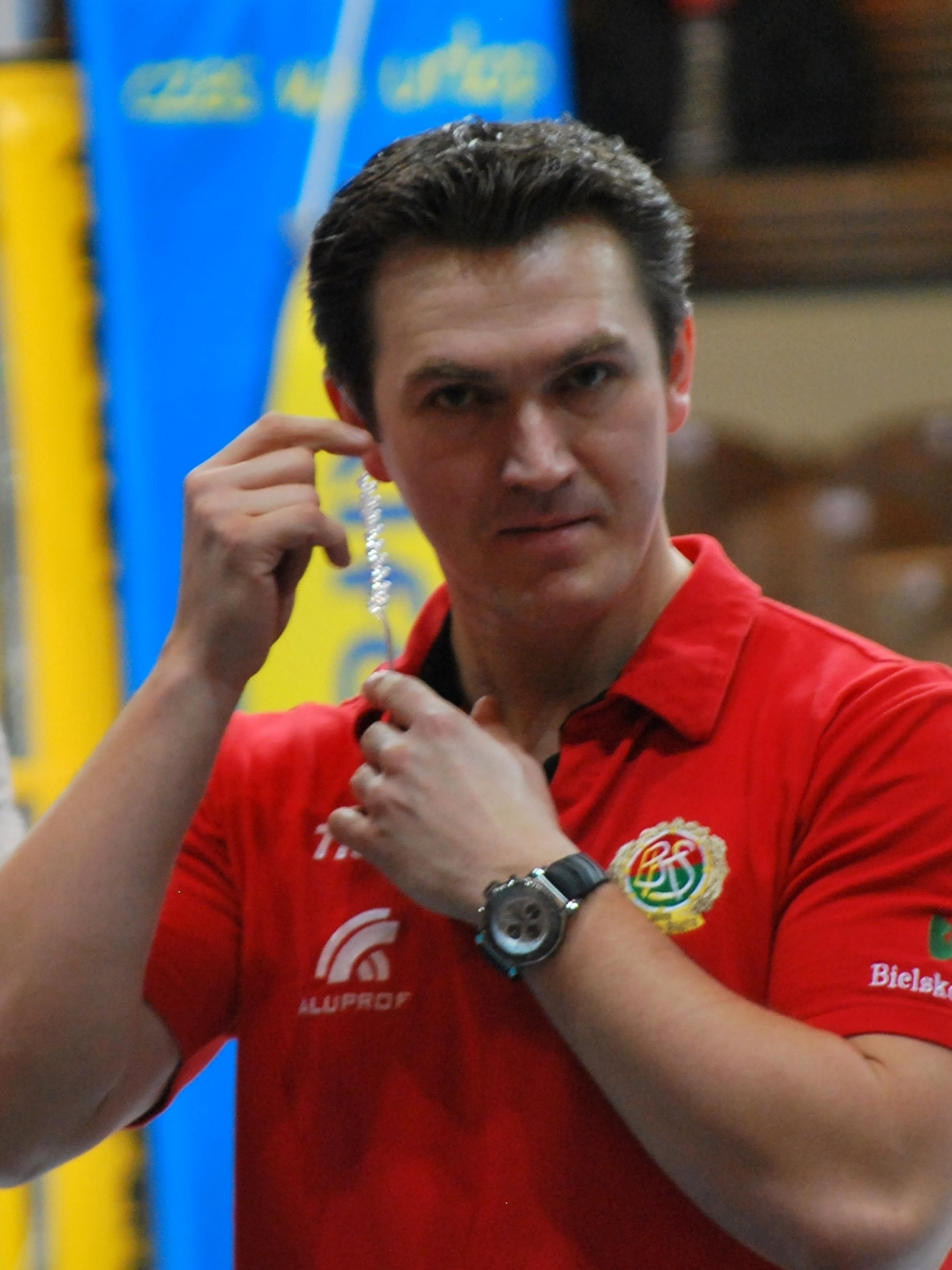
Mariusz Wiktorowicz wywalczył z drużyną złoty medal w 2010 roku.

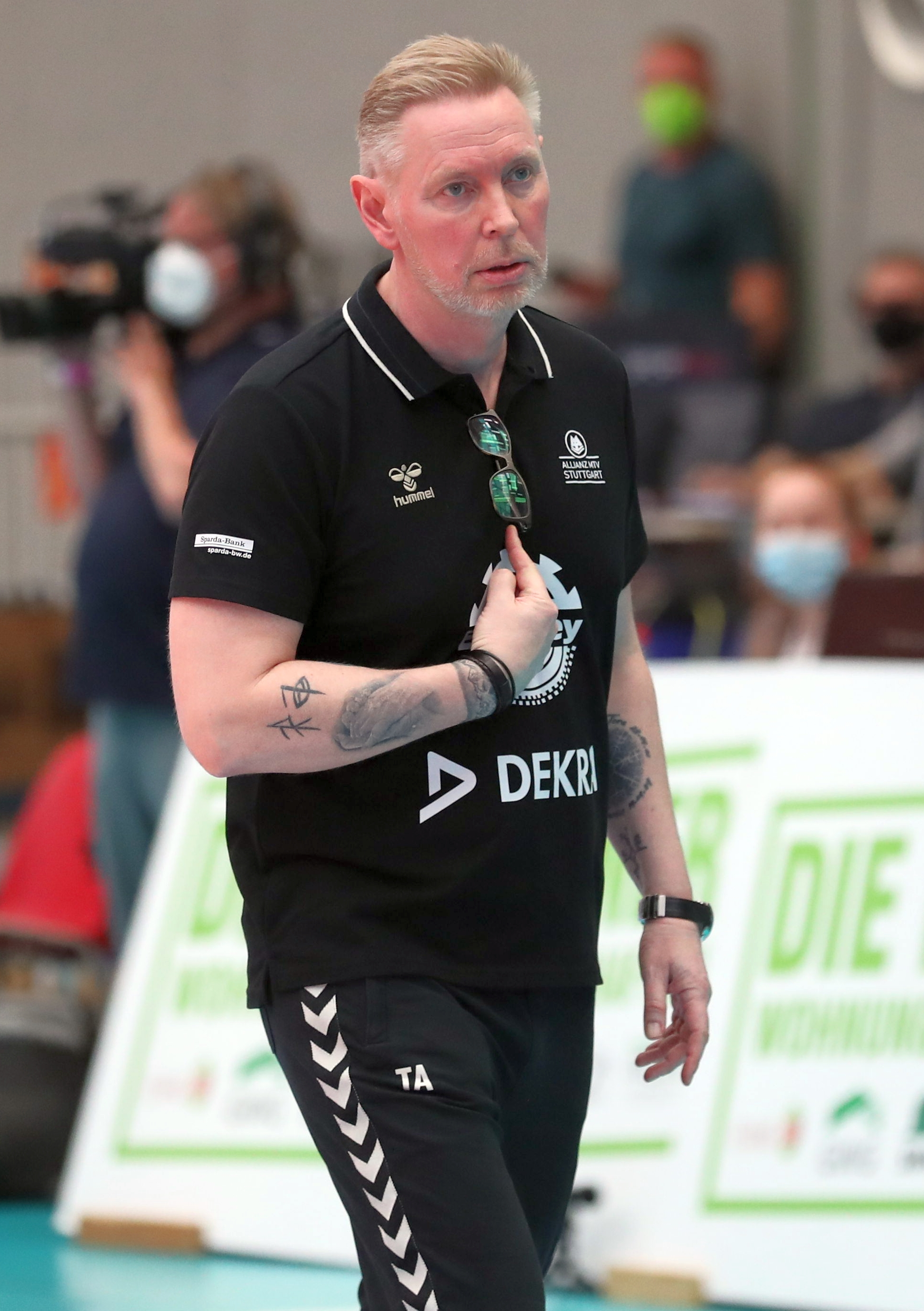
Tore Aleksandersen prowadził BKS w sezonach 2016/2017 i 2017/2018.

Trenerzy drużyny piłki siatkowej kobiet BKS Stal Bielsko-Biała:
| Od         | Do         | Imię i nazwisko             |
| ---------- | ---------- | --------------------------- |
| 1951       | 1953       | Zbigniew Janiszewski        |
| 1953       | 1957       | Zbigniew Tomaszewski        |
| 1956       | 1957       | Mirosława Zakrzewska-Kotula |
| 1957       | 1959       | Zygmunt Janiszewski         |
| 1959       | 1975       | Włodzimierz Trill           |
| 1975       | 23.02.1981 | Jerzy Matlak                |
| 24.02.1981 | 1982       | Wiktor Krebok               |
| 1982       | 30.11.1983 | Aleksander Mańdok           |
| 01.12.1983 | 1984       | Lech Baliński               |
| 1984       | 1987       | Aleksander Mańdok           |
| 1987       | 1988       | Wojciech Bućko              |
| 1988       | 1989       | Aleksander Mańdok           |
| 1989       | 10.11.1989 | Bożena Waloch               |
| 11.11.1989 | 13.10.1990 | Stefan Bednaruk             |
| 14.10.1990 | 20.12.1992 | Piotr Kopecki               |
| 21.12.1992 | 1993       | Elżbieta Ostojska           |
| 1993       | 08.03.1995 | Jerzy Matlak                |
| 09.03.1995 | 1995       | Elżbieta Ostojska           |
| 1995       | 1997       | Roman Murdza                |
| 1997       | 12.03.1998 | Waldemar Kuczewski          |
| 13.03.1998 | 1998       | Elżbieta Ostojska           |
| 01.06.1998 | 15.11.1998 | Henryk Kubica               |
| 16.11.1998 | 04.02.1999 | Lesław Kędryna              |
| 05.02.1999 | 1999       | Elżbieta Ostojska           |
| 1999       | 2001       | Krzysztof Leszczyński       |
| 01.06.2001 | 2002       | Leszek Milewski             |
| 2002       | 30.11.2005 | Zbigniew Krzyżanowski       |
| 30.11.2005 | 21.01.2007 | Jacek Skrok                 |
| 22.01.2007 | 24.04.2008 | Wiktor Krebok               |
| 24.04.2008 | 2008       | Mariusz Wiktorowicz         |
| 30.05.2008 | 21.12.2009 | Igor Prieložný              |
| 21.12.2009 | 2010       | Mariusz Wiktorowicz         |
| 01.06.2010 | 01.03.2011 | Grzegorz Wagner             |
| 01.03.2011 | 2012       | Mariusz Wiktorowicz         |
| 19.04.2012 | 2013       | Wiesław Popik               |
| 15.05.2013 | 2014       | Mirosław Zawieracz          |
| 05.05.2014 | 03.06.2015 | Leszek Rus                  |
| 08.06.2015 | 15.12.2015 | Emanuele Sbano              |
| 17.12.2015 | 20.12.2016 | Mariusz Wiktorowicz         |
| 21.12.2016 | 23.04.2018 | Tore Aleksandersen          |
| 28.04.2018 |            | Bartłomiej Piekarczyk       |

## BKS Stal Bielsko-Biała w europejskich pucharach
| \| Data \| Miejsce \| Przeciwnik \| Wynik \| Runda \| \| ---------- \| ------- \| --------------------------- \| -------------------------------- \| ------------ \| \| 2000-11-24 \| Drezno \| Vasas Budai Tegla Budapeszt \| 3:1 (25:23, 16:25, 25:16, 25:18) \| Faza grupowa \| \| 2000-11-25 \| Drezno \| Dresdner SC \| 0:3 (26:28, 21:25, 24:26) \| Faza grupowa \| \| 2000-11-26 \| Drezno \| KSV Wattwil \| 3:0 (25:0, 25:0, 25:0) \| Faza grupowa \| |         |                             |                                  |              |
| Data | Miejsce | Przeciwnik                  | Wynik                            | Runda        |
| 2000-11-24 | Drezno  | Vasas Budai Tegla Budapeszt | 3:1 (25:23, 16:25, 25:16, 25:18) | Faza grupowa |
| 2000-11-25 | Drezno  | Dresdner SC                 | 0:3 (26:28, 21:25, 24:26)        | Faza grupowa |
| 2000-11-26 | Drezno  | KSV Wattwil                 | 3:0 (25:0, 25:0, 25:0)           | Faza grupowa |

| \| Data \| Miejsce \| Przeciwnik \| Wynik \| Runda \| \| ---------- \| ------------- \| ----------------------- \| --------------------------------------- \| ------------ \| \| 2002-12-06 \| Ponta Delgada \| Arrifes Ponta Delgada \| 3:0 (25:7, 25:15, 25:17) \| Faza grupowa \| \| 2002-12-07 \| Ponta Delgada \| Hotel Cantur Las Palmas \| 2:3 (25:18, 17:25, 16:25, 25:17, 10:15) \| Faza grupowa \| \| 2002-12-08 \| Ponta Delgada \| La Rochette Volley \| 3:0 (25:18, 25:22, 25:23) \| Faza grupowa \| |               |                         |                                         |              |
| Data | Miejsce       | Przeciwnik              | Wynik                                   | Runda        |
| 2002-12-06 | Ponta Delgada | Arrifes Ponta Delgada   | 3:0 (25:7, 25:15, 25:17)                | Faza grupowa |
| 2002-12-07 | Ponta Delgada | Hotel Cantur Las Palmas | 2:3 (25:18, 17:25, 16:25, 25:17, 10:15) | Faza grupowa |
| 2002-12-08 | Ponta Delgada | La Rochette Volley      | 3:0 (25:18, 25:22, 25:23)               | Faza grupowa |

| \| Data \| Miejsce \| Przeciwnik \| Wynik \| Runda \| \| ---------- \| ------------- \| --------------- \| -------------------------------- \| ------------ \| \| 2004-01-21 \| Užice \| Jedintsvo Užice \| 3:1 (25:17, 15:25, 25:19, 25:17) \| Faza grupowa \| \| 2004-01-28 \| Bielsko-Biała \| RC Cannes \| 1:3 (25:18, 19:25, 23:25, 13:25) \| Faza grupowa \| \| 2004-01-29 \| Bielsko-Biała \| Jedintsvo Užice \| 3:0 (25:17, 25:17, 25:15) \| Faza grupowa \| \| 2004-02-04 \| Cannes \| RC Cannes \| 1:3 (20:25, 22:25, 25:21, 22:25) \| Faza grupowa \| |               |                 |                                  |              |
| Data | Miejsce       | Przeciwnik      | Wynik                            | Runda        |
| 2004-01-21 | Užice         | Jedintsvo Užice | 3:1 (25:17, 15:25, 25:19, 25:17) | Faza grupowa |
| 2004-01-28 | Bielsko-Biała | RC Cannes       | 1:3 (25:18, 19:25, 23:25, 13:25) | Faza grupowa |
| 2004-01-29 | Bielsko-Biała | Jedintsvo Užice | 3:0 (25:17, 25:17, 25:15)        | Faza grupowa |
| 2004-02-04 | Cannes        | RC Cannes       | 1:3 (20:25, 22:25, 25:21, 22:25) | Faza grupowa |

| \| Data \| Miejsce \| Przeciwnik \| Wynik \| Runda \| \| ---------- \| -------------------------- \| ------------------------------- \| --------------------------------------- \| ------------ \| \| 2004-11-10 \| Cannes \| RC Cannes \| 1:3 (20:25, 25:21, 21:25, 23:25) \| Faza grupowa \| \| 2004-11-16 \| Bielsko-Biała \| Urałoczka Jekaterynburg \| 3:0 (25:16, 25:17, 25:13) \| Faza grupowa \| \| 2004-11-24 \| Bergamo \| Radio 105 Foppapedretti Bergamo \| 0:3 (13:25, 22:25, 15:25) \| Faza grupowa \| \| 2004-12-01 \| Las Palmas de Gran Canaria \| Hotel Cantur Las Palmas \| 0:3 (17:25, 13:25, 25:27) \| Faza grupowa \| \| 2004-12-07 \| Bielsko-Biała \| VakıfBank Güneş Sigorta \| 3:2 (25:21, 25:22, 22:25, 17:25, 15:12) \| Faza grupowa \| \| 2004-12-14 \| Stambuł \| VakıfBank Güneş Sigorta \| 0:3 (20:25, 21:25, 23:25) \| Faza grupowa \| \| 2005-01-04 \| Bielsko-Biała \| Hotel Cantur Las Palmas \| 3:1 (25:23, 25:16, 18:25, 25:22) \| Faza grupowa \| \| 2005-01-11 \| Bielsko-Biała \| Radio 105 Foppapedretti Bergamo \| 3:2 (25:23, 25:23, 20:25, 12:25, 15:10) \| Faza grupowa \| \| 2005-01-18 \| Jekaterynburg \| Urałoczka Jekaterynburg \| 2:3 (25:16, 16:25, 20:25, 25:23, 9:15) \| Faza grupowa \| \| 2005-01-25 \| Bielsko-Biała \| RC Cannes \| 1:3 (23:25, 31:29, 18:25, 14:25) \| Faza grupowa \| |                            |                                 |                                         |              |
| Data | Miejsce                    | Przeciwnik                      | Wynik                                   | Runda        |
| 2004-11-10 | Cannes                     | RC Cannes                       | 1:3 (20:25, 25:21, 21:25, 23:25)        | Faza grupowa |
| 2004-11-16 | Bielsko-Biała              | Urałoczka Jekaterynburg         | 3:0 (25:16, 25:17, 25:13)               | Faza grupowa |
| 2004-11-24 | Bergamo                    | Radio 105 Foppapedretti Bergamo | 0:3 (13:25, 22:25, 15:25)               | Faza grupowa |
| 2004-12-01 | Las Palmas de Gran Canaria | Hotel Cantur Las Palmas         | 0:3 (17:25, 13:25, 25:27)               | Faza grupowa |
| 2004-12-07 | Bielsko-Biała              | VakıfBank Güneş Sigorta         | 3:2 (25:21, 25:22, 22:25, 17:25, 15:12) | Faza grupowa |
| 2004-12-14 | Stambuł                    | VakıfBank Güneş Sigorta         | 0:3 (20:25, 21:25, 23:25)               | Faza grupowa |
| 2005-01-04 | Bielsko-Biała              | Hotel Cantur Las Palmas         | 3:1 (25:23, 25:16, 18:25, 25:22)        | Faza grupowa |
| 2005-01-11 | Bielsko-Biała              | Radio 105 Foppapedretti Bergamo | 3:2 (25:23, 25:23, 20:25, 12:25, 15:10) | Faza grupowa |
| 2005-01-18 | Jekaterynburg              | Urałoczka Jekaterynburg         | 2:3 (25:16, 16:25, 20:25, 25:23, 9:15)  | Faza grupowa |
| 2005-01-25 | Bielsko-Biała              | RC Cannes                       | 1:3 (23:25, 31:29, 18:25, 14:25)        | Faza grupowa |

| \| Data \| Miejsce \| Przeciwnik \| Wynik \| Runda \| \| ---------- \| ------------- \| ------------------- \| --------------------------------------- \| ------------ \| \| 2005-11-04 \| Bielsko-Biała \| SVS Post Schwechat \| 3:2 (25:19, 25:18, 20:25, 22:25, 15:10) \| Faza grupowa \| \| 2005-11-05 \| Bielsko-Biała \| Bayer 04 Leverkusen \| 3:0 (25:16, 25:8, 25:19) \| Faza grupowa \| \| 2005-11-06 \| Bielsko-Biała \| Martinus Amstelveen \| 2:3 (25:19, 25:21, 23:25, 21:25, 14:16) \| Faza grupowa \| |               |                     |                                         |              |
| Data | Miejsce       | Przeciwnik          | Wynik                                   | Runda        |
| 2005-11-04 | Bielsko-Biała | SVS Post Schwechat  | 3:2 (25:19, 25:18, 20:25, 22:25, 15:10) | Faza grupowa |
| 2005-11-05 | Bielsko-Biała | Bayer 04 Leverkusen | 3:0 (25:16, 25:8, 25:19)                | Faza grupowa |
| 2005-11-06 | Bielsko-Biała | Martinus Amstelveen | 2:3 (25:19, 25:21, 23:25, 21:25, 14:16) | Faza grupowa |

| \| Data \| Miejsce \| Przeciwnik \| Wynik \| Runda \| \| ---------- \| ------------- \| ------------------ \| -------------------------------------------------- \| ----------- \| \| 2007-11-24 \| Burgos \| Universidad Burgos \| 3:0 (25:19, 25:23, 25:17) \| 1/16 finału \| \| 2007-12-01 \| Bielsko-Biała \| Universidad Burgos \| 3:0 (25:22, 25:16, 25:16) \| 1/16 finału \| \| 2007-12-12 \| Gałacz \| CSU Metal Galați \| 2:3 (25:21, 22:25, 25:22, 21:25, 11:15) \| 1/8 finału \| \| 2007-12-19 \| Bielsko-Biała \| CSU Metal Galați \| 3:1 (25:20, 25:20, 20:25, 15:13, Złoty set: 15:13) \| 1/8 finału \| \| 2008-01-23 \| Pesaro \| Scavolini Pesaro \| 1:3 (25:23, 20:25, 22:25, 23:25) \| Ćwierćfinał \| \| 2008-01-31 \| Bielsko-Biała \| Scavolini Pesaro \| 0:3 (19:25, 19:25, 21:25) \| Ćwierćfinał \| |               |                    |                                                    |             |
| Data | Miejsce       | Przeciwnik         | Wynik                                              | Runda       |
| 2007-11-24 | Burgos        | Universidad Burgos | 3:0 (25:19, 25:23, 25:17)                          | 1/16 finału |
| 2007-12-01 | Bielsko-Biała | Universidad Burgos | 3:0 (25:22, 25:16, 25:16)                          | 1/16 finału |
| 2007-12-12 | Gałacz        | CSU Metal Galați   | 2:3 (25:21, 22:25, 25:22, 21:25, 11:15)            | 1/8 finału  |
| 2007-12-19 | Bielsko-Biała | CSU Metal Galați   | 3:1 (25:20, 25:20, 20:25, 15:13, Złoty set: 15:13) | 1/8 finału  |
| 2008-01-23 | Pesaro        | Scavolini Pesaro   | 1:3 (25:23, 20:25, 22:25, 23:25)                   | Ćwierćfinał |
| 2008-01-31 | Bielsko-Biała | Scavolini Pesaro   | 0:3 (19:25, 19:25, 21:25)                          | Ćwierćfinał |

| \| Data \| Miejsce \| Przeciwnik \| Wynik \| Runda \| \| ---------- \| ------------- \| ----------------------- \| -------------------------------- \| ----------- \| \| 2008-11-04 \| Bielsko-Biała \| Panathinaikos Ateny \| 3:1 (25:21, 24:26, 25:19, 25:15) \| 1/16 finału \| \| 2008-11-11 \| Ateny \| Panathinaikos Ateny \| 3:0 (25:17, 25:13, 25:14) \| 1/16 finału \| \| 2008-12-09 \| Bielsko-Biała \| Dinamo Azotara Pancevo \| 3:0 (25:17, 27:25, 25:13) \| 1/8 finału \| \| 2008-12-17 \| Pančevo \| Dinamo Azotara Pancevo \| 3:0 (25:17, 25:20, 25:14) \| 1/8 finału \| \| 2009-01-13 \| Bielsko-Biała \| Urałoczka Jekaterynburg \| 0:3 (15:25, 19:25, 29:31) \| 1/4 finału \| \| 2009-01-21 \| Jekaterynburg \| Urałoczka Jekaterynburg \| 0:3 (25:27, 23:25, 15:25) \| 1/4 finału \| |               |                         |                                  |             |
| Data | Miejsce       | Przeciwnik              | Wynik                            | Runda       |
| 2008-11-04 | Bielsko-Biała | Panathinaikos Ateny     | 3:1 (25:21, 24:26, 25:19, 25:15) | 1/16 finału |
| 2008-11-11 | Ateny         | Panathinaikos Ateny     | 3:0 (25:17, 25:13, 25:14)        | 1/16 finału |
| 2008-12-09 | Bielsko-Biała | Dinamo Azotara Pancevo  | 3:0 (25:17, 27:25, 25:13)        | 1/8 finału  |
| 2008-12-17 | Pančevo       | Dinamo Azotara Pancevo  | 3:0 (25:17, 25:20, 25:14)        | 1/8 finału  |
| 2009-01-13 | Bielsko-Biała | Urałoczka Jekaterynburg | 0:3 (15:25, 19:25, 29:31)        | 1/4 finału  |
| 2009-01-21 | Jekaterynburg | Urałoczka Jekaterynburg | 0:3 (25:27, 23:25, 15:25)        | 1/4 finału  |

| \| Data \| Miejsce \| Przeciwnik \| Wynik \| Runda \| \| ---------- \| ------------- \| --------------------------- \| --------------------------------------- \| ------------ \| \| 2009-12-01 \| Bielsko-Biała \| Dinamo Moskwa \| 2:3 (25:20, 26:28, 25:15, 24:26, 11:15) \| Faza grupowa \| \| 2009-12-09 \| Prościejów \| VK Modranská Prostějov \| 2:3 (25:18, 18:25, 25:21, 25:27, 10:15) \| Faza grupowa \| \| 2009-12-17 \| Stambuł \| Fenerbahçe Acıbadem Stambuł \| 0:3 (22:25, 18:25, 19:25) \| Faza grupowa \| \| 2010-01-05 \| Bielsko-Biała \| Fenerbahçe Acıbadem Stambuł \| 0:3 (19:25, 21:25, 17:25) \| Faza grupowa \| \| 2010-01-12 \| Bielsko-Biała \| VK Modranská Prostějov \| 2:3 (25:20, 25:19, 22:25, 15:25, 7:15) \| Faza grupowa \| \| 2010-01-19 \| Moskwa \| Dinamo Moskwa \| 1:3 (17:25, 18:25, 25:22, 19:25) \| Faza grupowa \| |               |                             |                                         |              |
| Data | Miejsce       | Przeciwnik                  | Wynik                                   | Runda        |
| 2009-12-01 | Bielsko-Biała | Dinamo Moskwa               | 2:3 (25:20, 26:28, 25:15, 24:26, 11:15) | Faza grupowa |
| 2009-12-09 | Prościejów    | VK Modranská Prostějov      | 2:3 (25:18, 18:25, 25:21, 25:27, 10:15) | Faza grupowa |
| 2009-12-17 | Stambuł       | Fenerbahçe Acıbadem Stambuł | 0:3 (22:25, 18:25, 19:25)               | Faza grupowa |
| 2010-01-05 | Bielsko-Biała | Fenerbahçe Acıbadem Stambuł | 0:3 (19:25, 21:25, 17:25)               | Faza grupowa |
| 2010-01-12 | Bielsko-Biała | VK Modranská Prostějov      | 2:3 (25:20, 25:19, 22:25, 15:25, 7:15)  | Faza grupowa |
| 2010-01-19 | Moskwa        | Dinamo Moskwa               | 1:3 (17:25, 18:25, 25:22, 19:25)        | Faza grupowa |

| \| Data \| Miejsce \| Przeciwnik \| Wynik \| Runda \| \| ---------- \| ------------- \| ------------------- \| --------------------------------------- \| ------------ \| \| 2010-11-24 \| Pesaro \| Scavolini Pesaro \| 2:3 (25:23, 22:25, 20:25, 25:19, 12:15) \| Faza grupowa \| \| 2010-11-30 \| Bielsko-Biała \| Dinamo Bukareszt \| 3:2 (24:26, 25:19, 34:36, 25:16, 15:7) \| Faza grupowa \| \| 2010-12-09 \| Bielsko-Biała \| Rabita Baku \| 3:2 (25:21, 21:25, 25:18, 20:25, 15:13) \| Faza grupowa \| \| 2010-12-16 \| Baku \| Rabita Baku \| 0:3 (13:25, 23:25, 12:25) \| Faza grupowa \| \| 2011-01-05 \| Bukareszt \| Dinamo Bukareszt \| 3:1 (25:16, 25:21, 25:27, 25:19) \| Faza grupowa \| \| 2011-01-11 \| Bielsko-Biała \| Scavolini Pesaro \| 2:3 (25:21, 12:25, 21:25, 25:21, 11:15) \| Faza grupowa \| \| 2011-02-01 \| Bielsko-Biała \| Türk Telekom Ankara \| 1:3 (18:25, 25:22, 18:25, 21:25) \| Runda 12 \| \| 2011-02-10 \| Ankara \| Türk Telekom Ankara \| 1:3 (25:22, 20:25, 21:25, 18:25) \| Runda 12 \| |               |                     |                                         |              |
| Data | Miejsce       | Przeciwnik          | Wynik                                   | Runda        |
| 2010-11-24 | Pesaro        | Scavolini Pesaro    | 2:3 (25:23, 22:25, 20:25, 25:19, 12:15) | Faza grupowa |
| 2010-11-30 | Bielsko-Biała | Dinamo Bukareszt    | 3:2 (24:26, 25:19, 34:36, 25:16, 15:7)  | Faza grupowa |
| 2010-12-09 | Bielsko-Biała | Rabita Baku         | 3:2 (25:21, 21:25, 25:18, 20:25, 15:13) | Faza grupowa |
| 2010-12-16 | Baku          | Rabita Baku         | 0:3 (13:25, 23:25, 12:25)               | Faza grupowa |
| 2011-01-05 | Bukareszt     | Dinamo Bukareszt    | 3:1 (25:16, 25:21, 25:27, 25:19)        | Faza grupowa |
| 2011-01-11 | Bielsko-Biała | Scavolini Pesaro    | 2:3 (25:21, 12:25, 21:25, 25:21, 11:15) | Faza grupowa |
| 2011-02-01 | Bielsko-Biała | Türk Telekom Ankara | 1:3 (18:25, 25:22, 18:25, 21:25)        | Runda 12     |
| 2011-02-10 | Ankara        | Türk Telekom Ankara | 1:3 (25:22, 20:25, 21:25, 18:25)        | Runda 12     |

| \| Data \| Miejsce \| Przeciwnik \| Wynik \| Runda \| \| ---------- \| ------------- \| ----------------------- \| -------------------------------------------------- \| ----------- \| \| 2011-11-30 \| Bielsko-Biała \| İlbank Ankara \| 3:0 (25:13, 25:12, 25:18) \| 1/16 finału \| \| 2011-12-07 \| Ankara \| İlbank Ankara \| 3:2 (19:25, 25:7, 18:25, 25:23, 15:7) \| 1/16 finału \| \| 2012-01-11 \| Jekaterynburg \| Urałoczka Jekaterynburg \| 0:3 (9:25, 15:25, 25:27) \| 1/8 finału \| \| 2012-01-18 \| Bielsko-Biała \| Urałoczka Jekaterynburg \| 3:0 (27:25, 26:24, 25:17, Złoty set: 15:8) \| 1/8 finału \| \| 2012-01-31 \| Bielsko-Biała \| Yamamay Busto Arsizio \| 3:2 (26:24, 25:20, 19:25, 15:25, 15:7) \| 1/4 finału \| \| 2012-02-09 \| Busto Arsizio \| Yamamay Busto Arsizio \| 1:3 (25:23, 17:25, 14:25, 19:25, Złoty set: 13:15) \| 1/4 finału \| |               |                         |                                                    |             |
| Data | Miejsce       | Przeciwnik              | Wynik                                              | Runda       |
| 2011-11-30 | Bielsko-Biała | İlbank Ankara           | 3:0 (25:13, 25:12, 25:18)                          | 1/16 finału |
| 2011-12-07 | Ankara        | İlbank Ankara           | 3:2 (19:25, 25:7, 18:25, 25:23, 15:7)              | 1/16 finału |
| 2012-01-11 | Jekaterynburg | Urałoczka Jekaterynburg | 0:3 (9:25, 15:25, 25:27)                           | 1/8 finału  |
| 2012-01-18 | Bielsko-Biała | Urałoczka Jekaterynburg | 3:0 (27:25, 26:24, 25:17, Złoty set: 15:8)         | 1/8 finału  |
| 2012-01-31 | Bielsko-Biała | Yamamay Busto Arsizio   | 3:2 (26:24, 25:20, 19:25, 15:25, 15:7)             | 1/4 finału  |
| 2012-02-09 | Busto Arsizio | Yamamay Busto Arsizio   | 1:3 (25:23, 17:25, 14:25, 19:25, Złoty set: 13:15) | 1/4 finału  |

## Sukcesy
Mistrzostwa Polski:

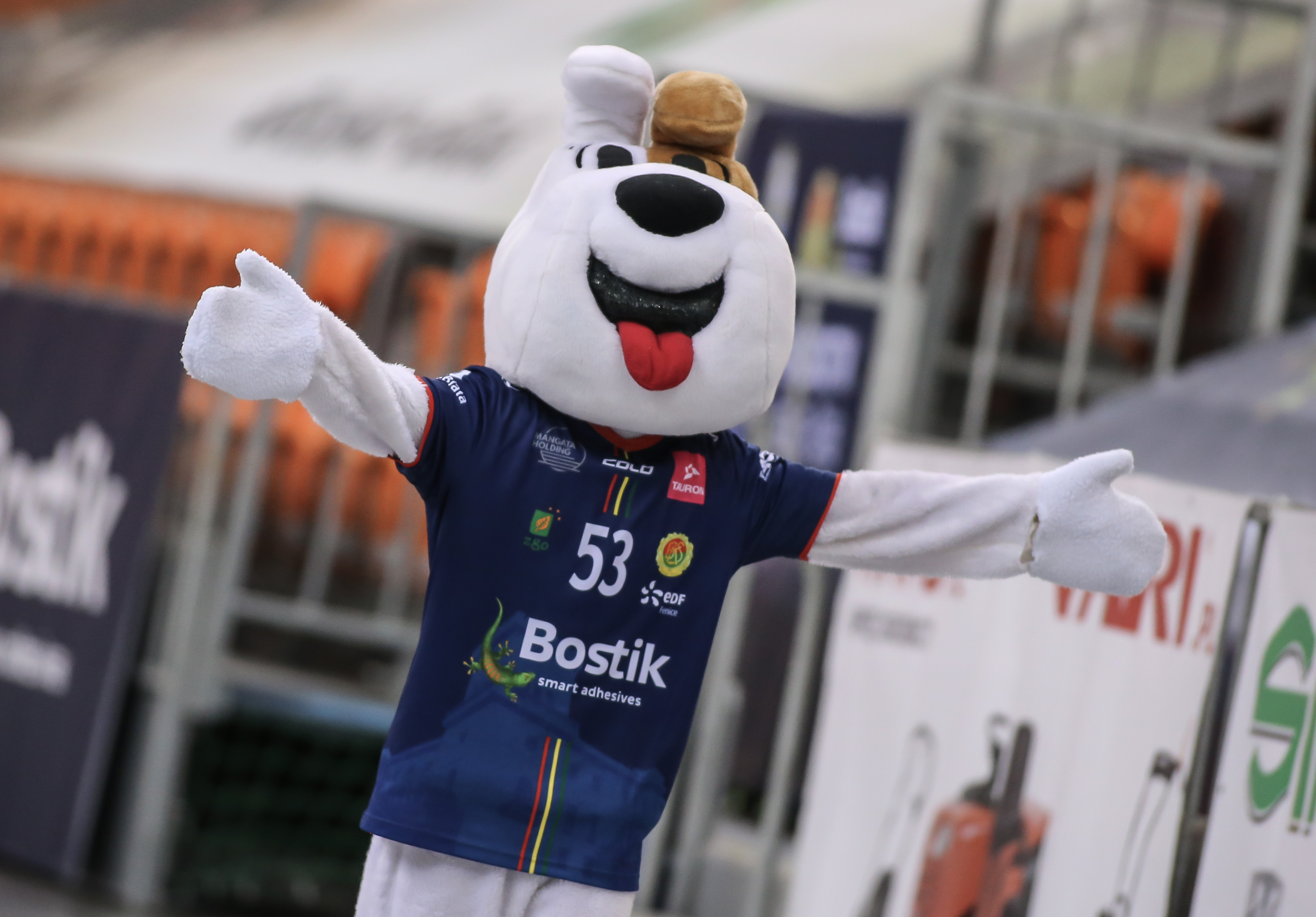
Reksio – oficjalna maskotka klubu

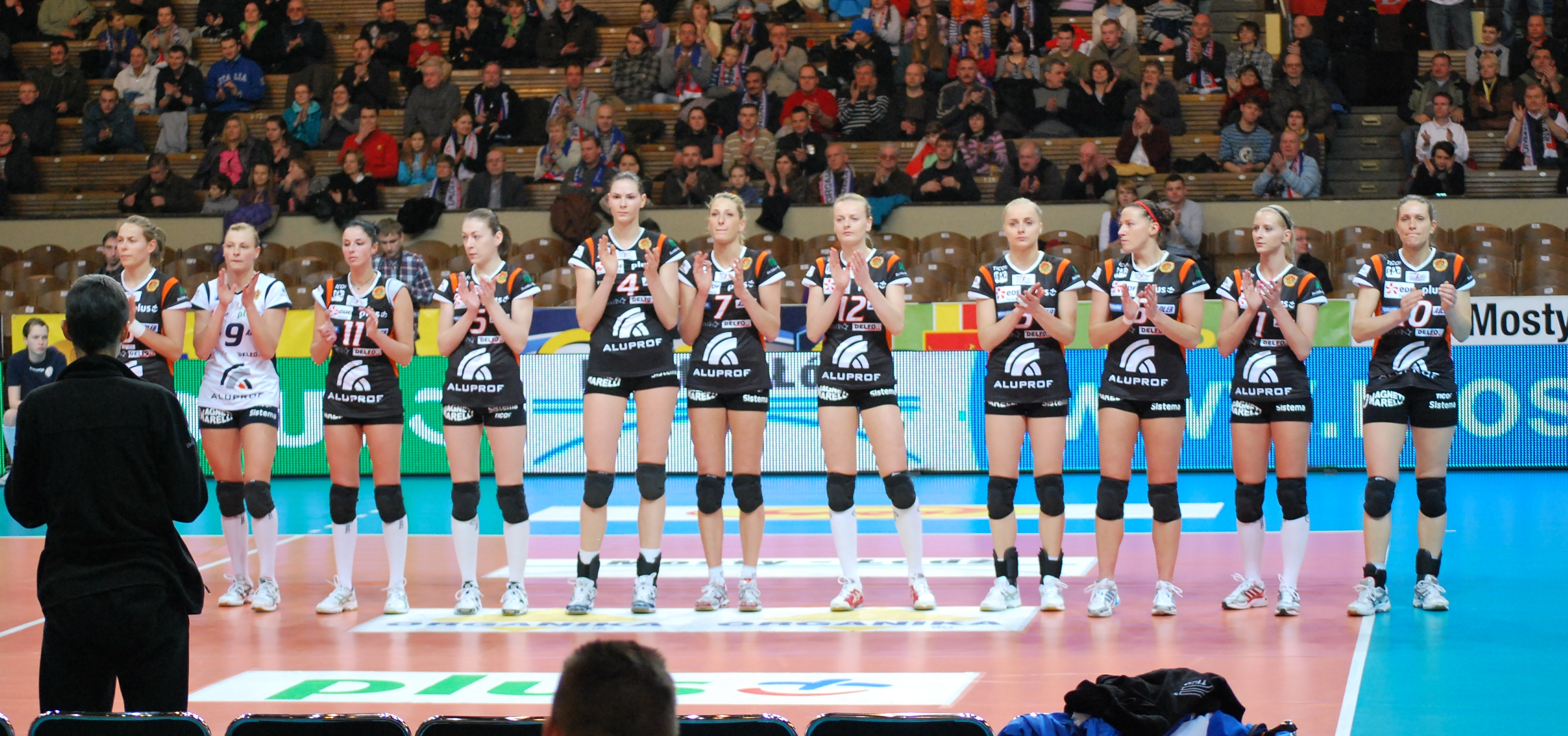
Zawodniczki BKS-u Aluprof Bielsko-Biała w sezonie 2010/2011

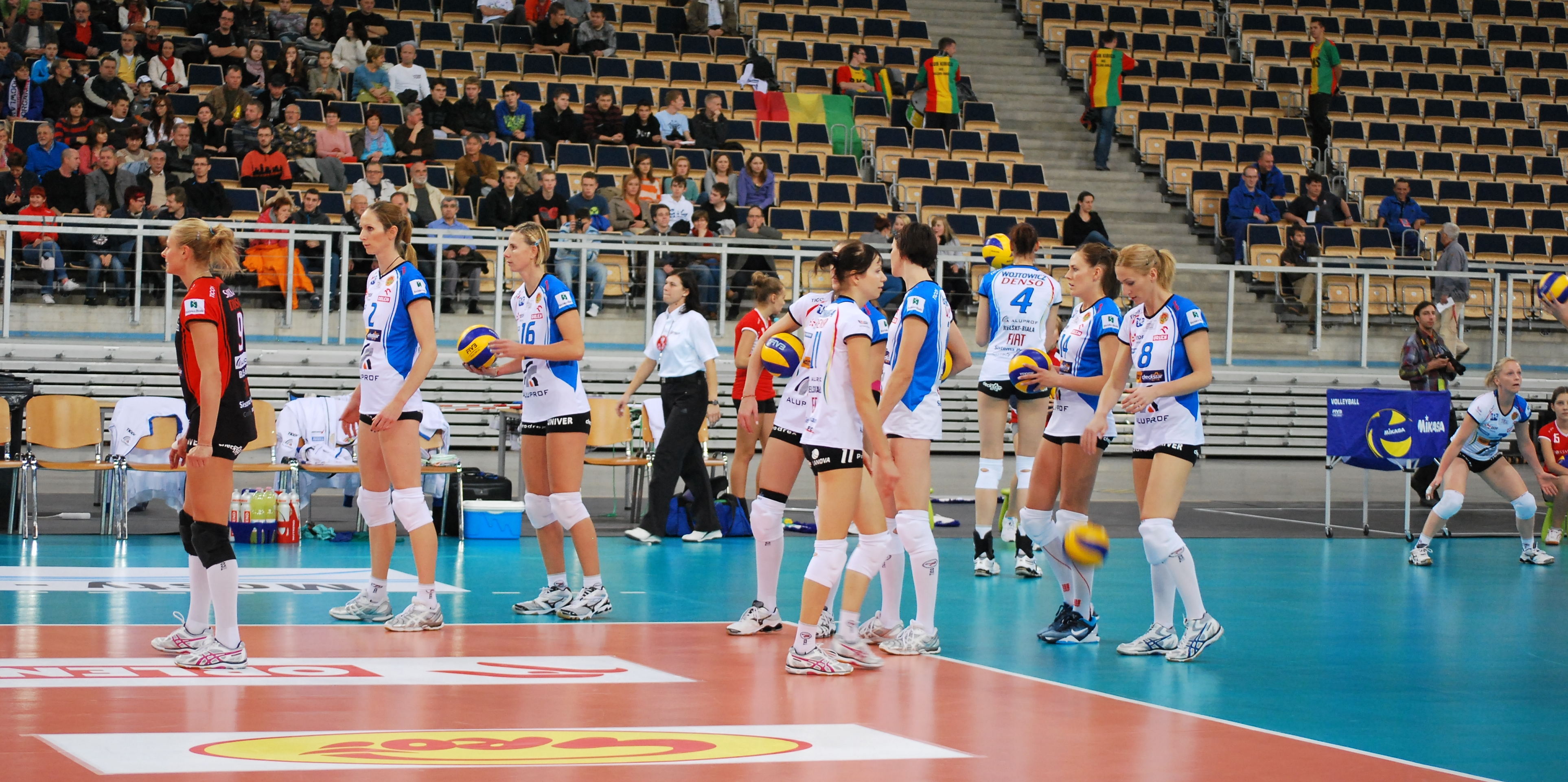
Zawodniczki BKS-u Aluprof Bielsko-Biała w sezonie 2012/2013

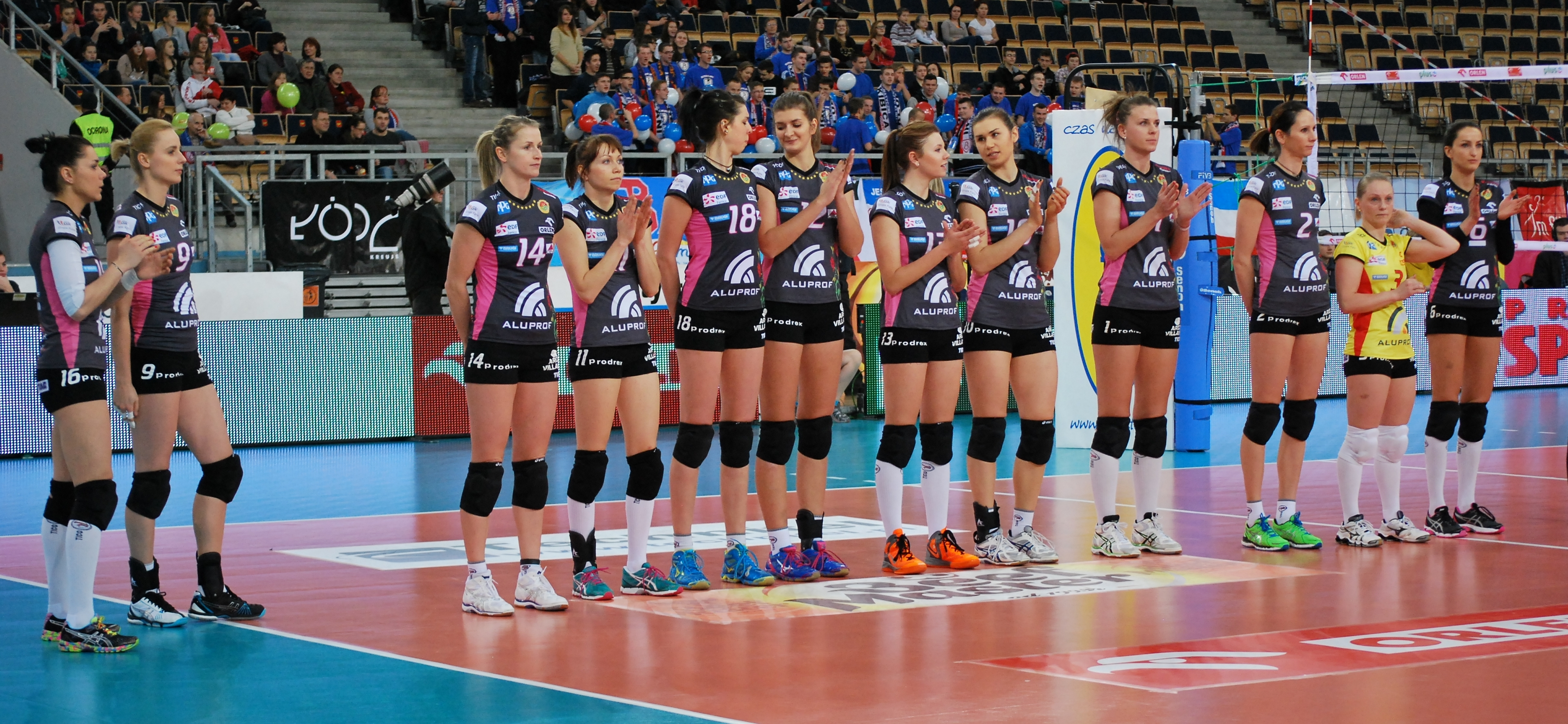
Zawodniczki BKS-u Aluprof Bielsko-Biała w sezonie 2013/2014

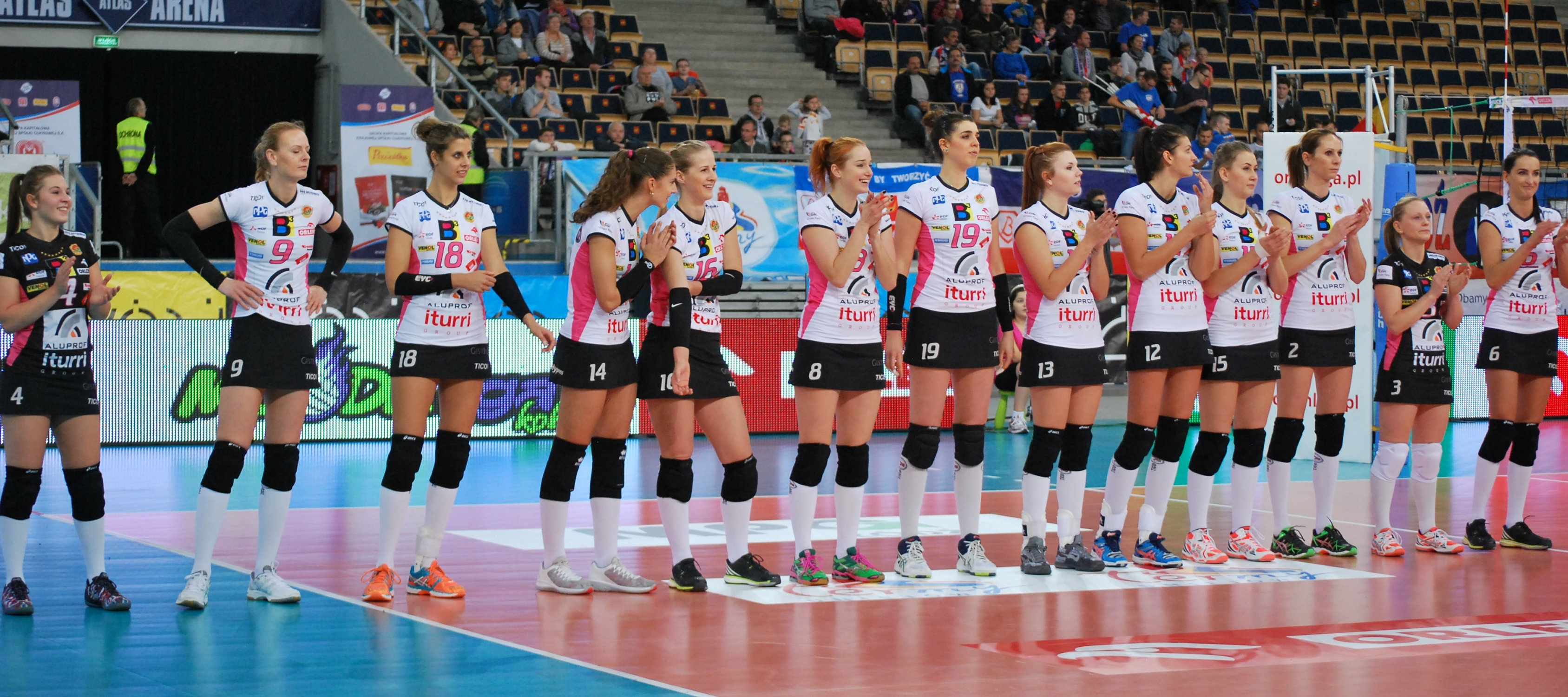
Zawodniczki BKS-u Aluprof Bielsko-Biała w sezonie 2015/2016

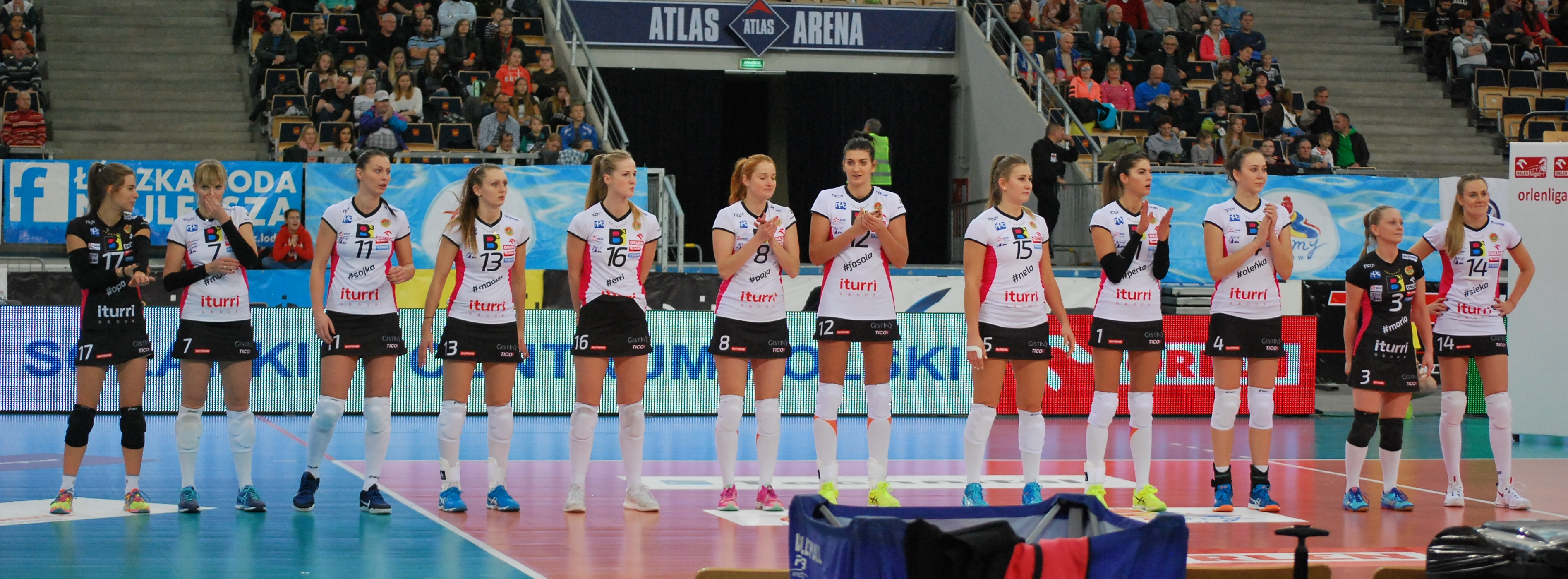
Zawodniczki BKS-u Profi Credit Bielsko-Biała w sezonie 2016/2017

- 1.miejsce: 1988, 1989, 1990, 1991, 1996, 2003, 2004, 2010
- 2.miejsce: 1987, 1992, 1994, 1995, 2009
- 3.miejsce: 1993, 1997, 2000, 2007, 2011, 2024[5]

 Puchar Polski:
- Zdobywca: 1979, 1988, 1989, 1990, 2004, 2006, 2009, 2024[6]
- Finalista: 1977, 1987, 1991, 1994, 1995, 1997, 1998, 2001, 2002, 2007, 2011

 Superpuchar Polski:
- Zdobywca: 2006, 2010, 2024[7]
- Finalista: 2007, 2009, 2011

PreZero Grand Prix PLS:
- 3. miejsce: 2021

## Kadra zespołu na sezon 2024/2025[8]
- Trener:  Bartłomiej Piekarczyk
- Asystent trenera:  Bartosz Sufa
- Trener przygotowania fizycznego:   Maciej Zając
- Fizjoterapeuta:  Elżbieta Handzlik,  Joanna Jarońska
- Statystyk:   Krzysztof Kuźniak
- Kierownik:   Mariola Wojtowicz

| Nr | Imię i nazwisko                  | Data ur.   | Wzrost | Pozycja      |
| -- | -------------------------------- | ---------- | ------ | ------------ |
| 1  | Zuzanna Suska                    | 27.06.2005 | 169    | libero       |
| 2  | Julia Nowicka                    | 21.10.1998 | 175    | rozgrywająca |
| 4  | Joanna Pacak                     | 09.06.1996 | 187    | środkowa     |
| 5  | Martyna Borowczak                | 30.08.2002 | 177    | przyjmująca  |
| 7  | Aleksandra Gryka (od 15.04.2025) | 06.02.2000 | 190    | środkowa     |
| 8  | Magdalena Janiuk                 | 16.04.1992 | 182    | środkowa     |
| 10 | Wiktoria Szewczyk                | 17.09.2007 | 188    | rozgrywająca |
| 11 | Kertu Laak                       | 21.02.1998 | 189    | atakująca    |
| 12 | Giulia Angelina                  | 26.02.1997 | 192    | przyjmująca  |
| 13 | Nikola Abramajtys                | 13.02.1997 | 185    | środkowa     |
| 16 | Kinga Drabek                     | 10.05.1998 | 169    | libero       |
| 18 | Julita Piasecka                  | 25.09.2002 | 188    | przyjmująca  |
| 22 | Marta Orzyłowska                 | 08.01.1998 | 191    | środkowa     |
| 28 | Zofia Brzoza                     | 03.01.2006 | 188    | przyjmująca  |
| 44 | Marharyta Hejko (od 08.10.2024)  | 16.02.2006 | 194    | atakująca    |

## Obcokrajowcy w drużynie
| Lata gry            | Imię i nazwisko     | Pozycja      |
| ------------------- | ------------------- | ------------ |
| 1989-1990           | Dajva Vojtuloniene  | środkowa     |
| 1989-1990           | Tatjana Kawtajłowa  | przyjmująca  |
| 1990-1991           | Inga Kalteniene     | rozgrywająca |
| 1990-1991           | Irma Ratnikajte     | przyjmująca  |
| 1991-1993           | Ludmiła Makarkina   | przyjmująca  |
| 1992-1993           | Natalia Makarenko   | przyjmująca  |
| 1994-1995           | Irina Kukuszkina    | przyjmująca  |
| 1994-1995           | Zulfija Azijewa     | rozgrywająca |
| 1997-1998           | Žanete Pizele       | przyjmująca  |
| 1997-1999           | Natalia Vlasova     | przyjmująca  |
| 2001-2002           | Bojana Radulović    | rozgrywająca |
| 2002-2003           | Bojana Doganjić     | przyjmująca  |
| 2002-2003           | Andrea Pavelková    | rozgrywająca |
| 2002-2005           | Liubow Jagodina     | przyjmująca  |
| 2003-2004 2006-2007 | Monika Smák         | rozgrywająca |
| 2006-2007           | Rosica Janewa       | przyjmująca  |
| 2006-2007           | Fatma Sipahioğlu    | środkowa     |
| 2008-2010 2012-2016 | Helena Horká        | atakująca    |
| 2011-2012           | Liesbet Vindevoghel | przyjmująca  |
| 2011-2012           | Cassidy Lichtman    | rozgrywająca |
| 2011-2012           | Alexis Crimes       | środkowa     |
| 2011-2012           | Tamari Miyashiro    | libero       |
| 2012-2013           | Elisa Cella         | przyjmująca  |
| 2012-2013           | Milada Bergrová     | środkowa     |
| 2013-2014           | Danijela Nikić      | środkowa     |
| 2013-2015           | Heike Beier         | przyjmująca  |
| 2014-2015           | Lucie Mühlsteinová  | rozgrywająca |
| 2015-2016           | Nikola Radosová     | przyjmująca  |
| 2015-2016           | Yael Castiglione    | rozgrywająca |
| 2016-2017           | Soňa Mikysková      | atakująca    |
| 2016-2017           | Magdalena Gryka     | rozgrywająca |
| 2017                | Jaroslava Pencová   | środkowa     |
| 2017                | Erica Handley       | rozgrywająca |
| 2017-2018           | Nia Grant           | środkowa     |
| 2017-2018           | Dominika Sobolska   | środkowa     |
| 2018                | Gina Mancuso        | przyjmująca  |
| 2018-2019           | Nina Herelová       | środkowa     |
| 2019                | Pavla Šmídová       | rozgrywająca |
| 2019-2020           | Carly DeHoog        | atakująca    |
| 2019-2020           | Alicia Ogoms        | środkowa     |
| 2019-2021           | Andrea Kossanyiová  | przyjmująca  |
| 2020-2022           | Gabriela Orvošová   | atakująca    |
| 2022-2023           | T'ara Ceasar        | przyjmująca  |
| 2023-2024           | Regiane Bidias      | przyjmująca  |
| 2023-               | Kertu Laak          | atakująca    |
| 2024-               | Giulia Angelina     | przyjmująca  |
| 2024-               | Marharyta Hejko     | atakująca    |

## Składy mistrzowskich drużyn
- 1988: Barbara Bąska, Monika Bednarczyk, Ewa Bućko, Helena Malinowska, Grażyna Porębska, Ewa Radziszewska, Jarosława Różańska, Beata Sromek, Bożena Śliwa, Bożena Waloch, Beata Woźna, Urszula Zawadzka, Katarzyna Zubel
- 1989: Barbara Bąska, Ewa Bućko, Helena Malinowska, Grażyna Porębska, Anna Rozpiórska, Jarosława Różańska, Bożena Śliwa, Bożena Waloch, Beata Woźna, Urszula Zawadzka, Katarzyna Zubel
- 1990: Renata Adamowicz, Barbara Bąska, Ewa Bućko, Tatiana Kawtajłowa, Helena Malinowska, Renata Mrózek, Anna Rozpiórska, Dajva Vojtuloniene, Bożena Waloch, Katarzyna Zubel
- 1991: Renata Adamowicz, Aneta Jurczyk, Ingrida Kalteniene, Helena Malinowska, Grażyna Porębska, Irma Ratnikajte, Iwona Sołtysik, Beata Woźna, Katarzyna Zubel
- 1996: Magdalena Czauderna, Iwona Libionka, Beata Mijakowska, Renata Mrózek, Urszula Stala-Kiezik, Bożena Śliwa, Dorota Świeniewicz, Anna Wojtas, Beata Woźna
- 2003: Mariola Barszcz, Katarzyna Biel, Lubow Jagodina, Wioleta Leszczyńska, Małgorzata Lis, Marlena Mieszała, Iwona Niedźwiecka, Paulina Olszewska, Andrea Pavelkova, Aleksandra Przybysz, Joanna Staniucha, Magdalena Śliwa
- 2004: Mariola Barszcz, Katarzyna Biel, Lubow Jagodina, Agata Mróz, Iwona Niedźwiecka, Anna Podolec, Aleksandra Przybysz, Milena Sadurek, Edyta Rzenno, Monika Smák, Joanna Staniucha, Joanna Szeszko
- 2010: Natalia Bamber, Anna Werblińska, Karolina Ciaszkiewicz, Eleonora Dziękiewicz, Helena Horká, Anna Kaczmar, Berenika Okuniewska, Agata Sawicka, Katarzyna Skorupa, Jolanta Studzienna, Dorota Świeniewicz, Iwona Waligóra, Mariola Wojtowicz